# Dino Park
Dino Park es un parque temático de dinosaurios con tecnología animatrónica, reconocido como uno de los más grandes de Latinoamérica en su categoría. Está ubicado en el departamento de Retalhuleu, al suroeste de Guatemala, a una distancia aproximada de 243 kilómetros de la Ciudad de Guatemala. El parque alberga más de 100 réplicas de dinosaurios, entre las cuales 75 son animatronics a escala real, diseñados para ofrecer una experiencia educativa y entretenida.
Entre sus principales atractivos destaca un Braquiosaurio, considerado el animatrónico más grande de toda América, con 30 metros de largo y 15 metros de alto. Dino Park se ha consolidado como uno de los principales destinos turísticos del sur de Guatemala.

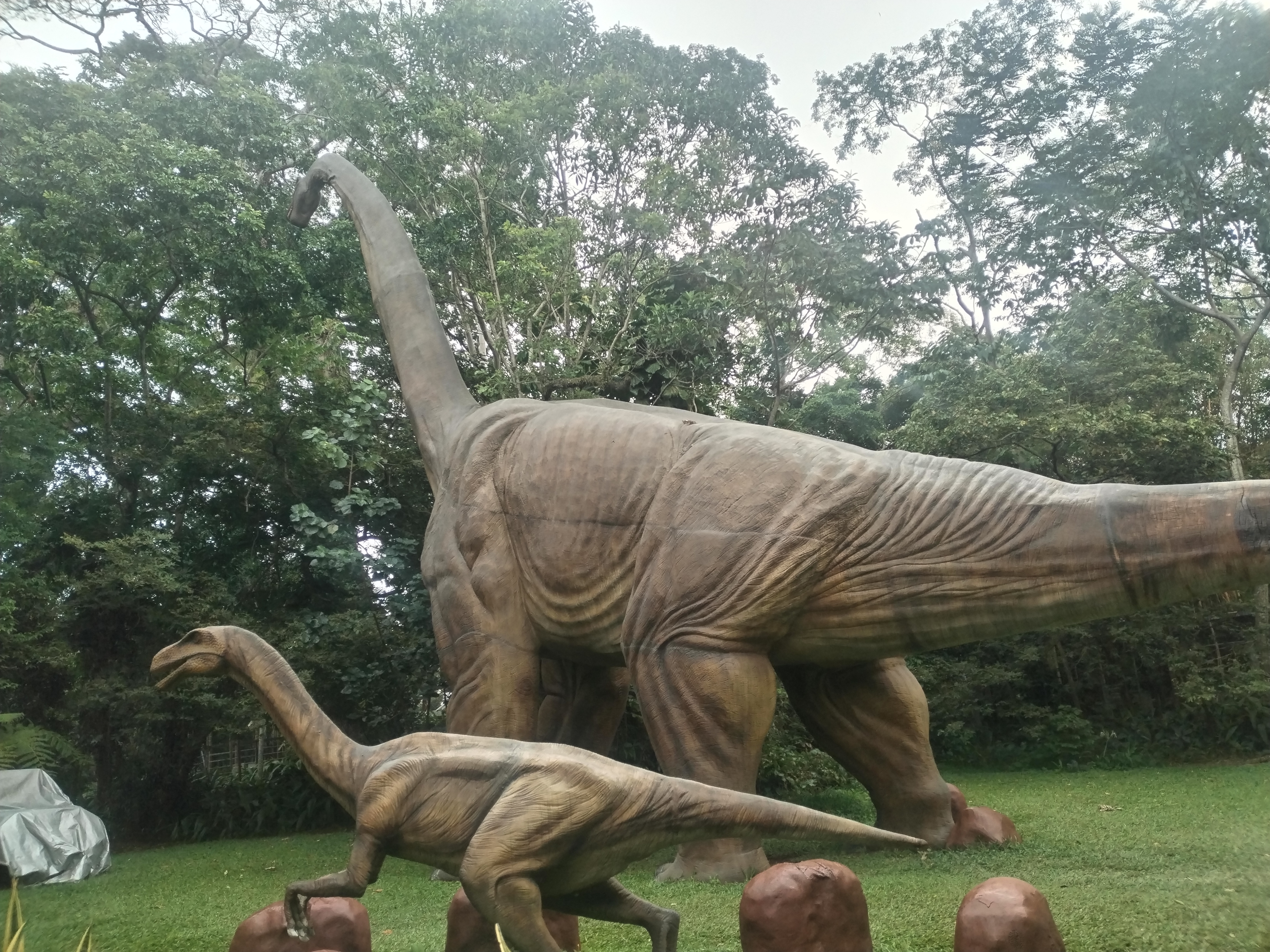
Vista a dos animatronics de Branquiosaurio.

## Ubicación
Este parque temático se encuentra ubicado en el Km 178.5 a Santa Cruz Muluá, a 1 kilómetro del IRTRA de Xetulul en el Departamento de Retalhuleu, Guatemala.

## Atracciones
Dino Park ofrece una amplia variedad de atracciones diseñadas para el entretenimiento y la educación de visitantes de todas las edades. A continuación, se presenta una descripción organizada alfabéticamente de cada una. 
- Canopy: Una emocionante experiencia de aventura en las alturas, ideal para quienes buscan adrenalina y vistas panorámicas del parque.
- Cine 3D: Proyecciones inmersivas que transportan a los visitantes a la era de los dinosaurios mediante tecnología tridimensional de última generación.
- Concierto de devoradores: Un espectáculo temático en el que los dinosaurios animatrónicos cobran vida en un montaje musical lleno de emoción y diversión.
- Contacto con bebés dinosaurio en el laboratorio: Una experiencia interactiva y educativa que permite a los visitantes acercarse a réplicas de crías de dinosaurio y aprender sobre su proceso de incubación.
- Dino GoKarts: Área de carreras con vehículos adaptados para niños y adultos, diseñada para disfrutar de la velocidad en un entorno seguro y temático.
- Gira esferas: Aventura en esferas en la que los visitantes pueden caminar dentro de esferas transparentes, combinando equilibrio y diversión.
- Parque infantil: Espacio recreativo especialmente diseñado para los más pequeños, con juegos y estructuras seguras en un ambiente temático.
- Show de dinosaurio caminante: Presentación en vivo en la que un dinosaurio animatrónico de gran tamaño camina e interactúa con el público, creando un momento inolvidable.
- Sitio de excavación: Actividad educativa que simula una excavación paleontológica, permitiendo a los visitantes descubrir fósiles y aprender sobre arqueología de manera práctica.